# Bastión de Santo Domingo

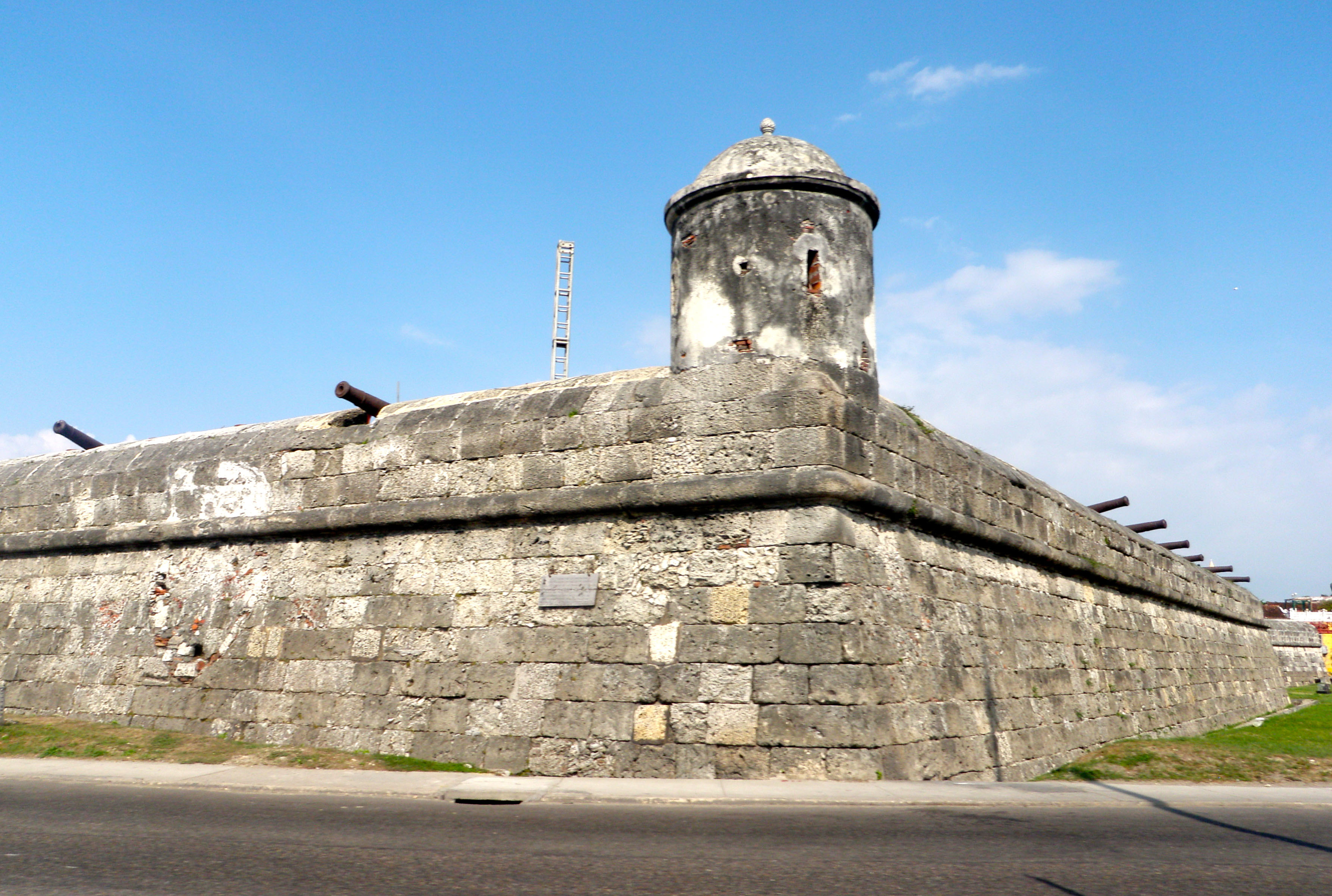
Atalaya del Bastión de Santo Domingo

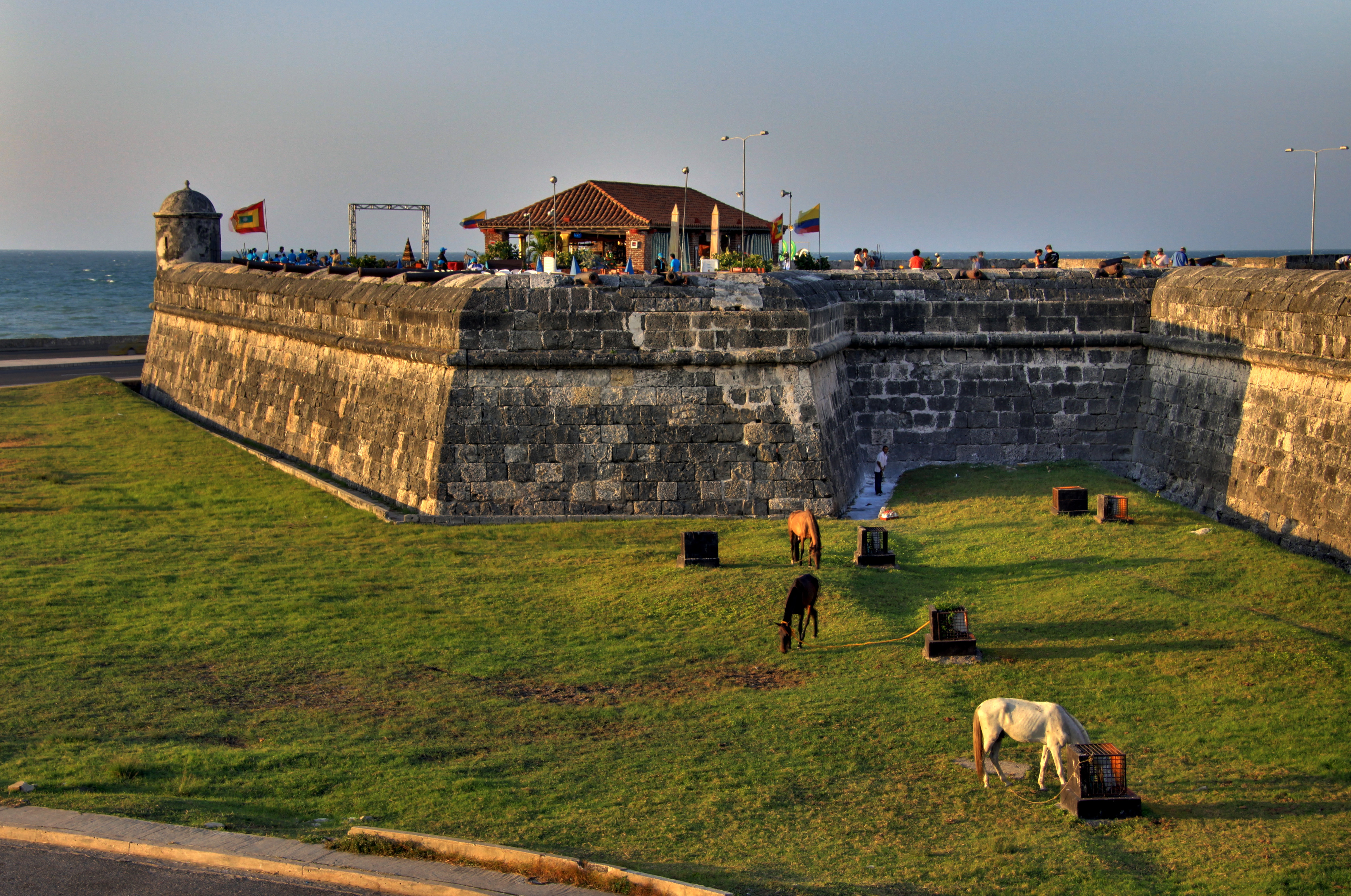
Bastión de Santo Domingo

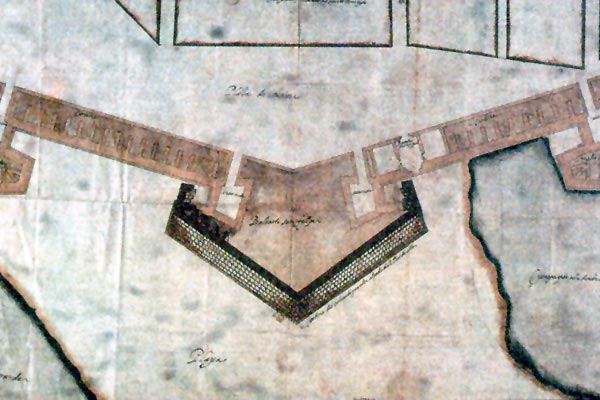
Plano del Bastión de Santo Domingo de principios del siglo XVII, donde se inició la construcción de las Murallas de Cartagena.

El Bastión de Santo Domingo es un baluarte ubicado en Cartagena de Indias, en Colombia. El baluarte de Santo Domingo tiene una especial importancia, ya que es el origen de la construcción de las murallas de la ciudad de Cartagena de Indias a principios del siglo XVII. Esta obra de fortificación fue concebida hacia 1602 por el ingeniero Bautista Antonelli y su sobrino Cristóbal de Roda, también ingeniero, quienes decidieron construirla sobre la avenida por donde había penetrado el pirata Francis Drake, en 1586.
La urbe carecía de fortificaciones de piedra, y sus escasos defensores, situados en una trinchera improvisada en el estrecho del istmo que separaba Bocagrande de la ciudad, justo en el lugar donde hoy se encuentra la Avenida Santander, no lograron resistir al invasor. De este suceso se conserva un curioso documento redactado en latín y firmado por Drake, en el que confirmaba la recepción del cuantioso rescate que las autoridades se vieron obligadas a entregar, y algunos años más tarde, la determinación de cerrar la avenida de Bocagrande con el baluarte de Santo Domingo.
En consecuencia, el bastión resguardaba la entrada a la ciudad desde la península de Bocagrande, convirtiéndose en el principal de los grandes bastiones de las murallas de Cartagena.
Este bastión es un modelo de las proporciones reguladas por la escuela italiana de fortificación. En su cuello se abren las plazas bajas, es decir, las partes bajas de la explanada del baluarte, donde en los siglos XVI y XVII se acostumbraba ubicar los cañones. A principios del siglo XVIII, durante las considerables reformas de Juan de Herrera y Sotomayor, las plazas inferiores desaparecieron, pero las bóvedas que servían de acceso permanecieron a ambos lados de la rampa.
De esa misma época deben datar los canales, que conducen las aguas desde las grietas más escondidas del baluarte hasta el aljibe público. Herrera añadió también la gran torre de vigilancia, que corona el ángulo principal del baluarte y que mira al mar.
Don Juan de Herrera también trasladó la puerta de San Felipe desde el lado izquierdo al flanco opuesto del baluarte, por donde todavía se puede caminar tranquilamente.
Este baluarte también era conocido con el nombre de San Felipe y Santa María, pero fue el nombre de la puerta de Santo Domingo, también contigua al baluarte, lo que le dio el nombre que lleva hasta hoy.